# Naajaat

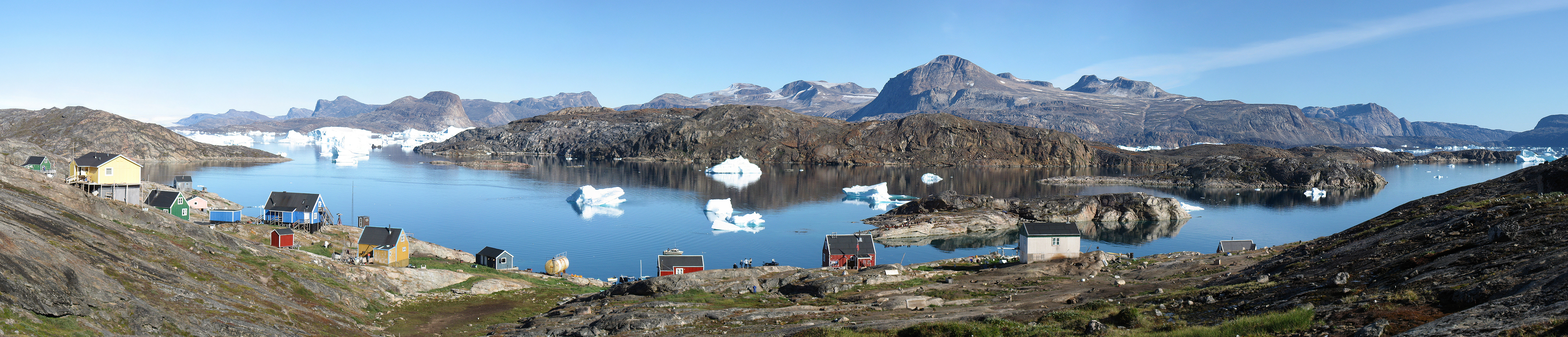
Vue panoramique de Naajaat (août 2007)

Naajaat (Naujât avant 1973) est un village groenlandais situé dans la municipalité d'Avannaata près d'Upernavik au nord-ouest du Groenland. La population était de 61 habitants en 2009.